# Detrás de los cerros
Detrás de los cerros es una canción de la banda mexicana de rock Jaguares. Publicada en 1996 como primer sencillo de su álbum El Equilibrio de los Jaguares. Esta canción rápidamente entró en las preferencias de los seguidores del Rock Mexicano, siendo considerada como una de las mejores de la banda y del género en México.

## Video
Las filmaciones del videoclip tuvieron lugar en Ciudad de Cuetzalan, Puebla. El video de la canción es representativo de los pueblos indígenas de México, ya que en él se muestra a la banda tocando al mismo tiempo que se muestran las costumbres y tradiciones de los habitantes.

## Miembros
- Saúl Hernández - Voz
- José Manuel Aguilera - Guitarras
- Alfonso André - Batería
- Federico Fong - Bajo

Participaciones
- Billy Preston – Hammond B-3
- Flaco Jiménez – acordeón
- Cecilia Toussaint – Segunda voz